# イダルゴ (小惑星)
イダルゴ (944 Hidalgo) は、土星族彗星に似た軌道を持つ小惑星。1920年10月31日にハンブルク近郊のベルゲドルフ天文台で発見された。ドイツの天文学者たちが1923年9月10日の皆既日食を観測するためにメキシコを訪れ、メキシコ大統領・アルバロ・オブレゴンに謁見した際に、オブレゴンの許可を得た上で、メキシコ独立革命の英雄ミゲル・イダルゴを称えて名付けられた。なお日本ではヒダルゴと表記されることも多い。
イダルゴは離心率が0.66と大きく、かつては彗星だったのではないかと考える天文学者たちもいる。近日点は小惑星帯の内縁部に、遠日点はほぼ土星軌道に相当する距離にある。厳密に言えば、土星の公転軌道をかすめているが、横断しているわけではない。軌道傾斜角が43度弱もあるのは、かつて木星のすぐ近くを通過したためと考えられている。
(95P/ 2060) キロンが発見されるまでは公転周期が最も長い小惑星だった。ジェット推進研究所 (JPL) のデータベースではケンタウルス族に分類されている。
観測から、ヒダルゴはD型小惑星に分類され、自転周期は10.1時間、おそらく細長い形状だと考えられている。
1993年にハッブル宇宙望遠鏡を用いて、アマチュア天文家を含む研究グループによって行われたハッブル遷移彗星捜索（小惑星の水酸基放射の紫外線観測）の対象となった五つの小惑星の一つである。